# Anhalt-Dessau
L'Anhalt-Dessau fu un principato e quindi un ducato tedesco, situato nel territorio dell'ex Repubblica Democratica Tedesca, dal 1382 al 1863, anno in cui entrò a far parte del Ducato di Anhalt.
Nel 1396 il Principato diviene eredità del Principato di Anhalt-Zerbst, compreso nell'Anhalt-Köthen e nell'Anhalt-Dessau. Nel 1474 passa in eredità all'Anhalt-Dessau e all'Anhalt-Köthen.
Nel 1544 diviene eredità degli Anhalt-Plötzkau, con l'Anhalt-Dessau e il Principato di Anhalt-Zerbst; Nel 1603 viene ereditato con l'Anhalt-Dessau, l'Anhalt-Bernburg, l'Anhalt-Köthen, l'Anhalt-Plötzkau e il Principato di Anhalt-Zerbst.
Nel 1806 lo stato viene elevato a ducato, e come tale entrò a far parte della Confederazione del Reno e, dopo il Congresso di Vienna, della Confederazione germanica.
Con il passaggio alla linea di Köthen nel 1847 e a quella di Bernburg nel 1863, entrò a far parte definitivamente del Ducato di Anhalt con Dessau e Hauptstadt.
Il ducato seguì allora le sorti del Ducato di Anhalt.

## Principi di Anhalt-Dessau (1381-1863)
- 1382–1405 Sigismondo I
- 1405–1417 Valdemaro V con
  - 1405–1448 Sigismondo II con
  - 1405–1448 Alberto VI con
  - 1405–1474 Giorgio I (riunisce le linee di Anhalt-Dessau und Anhalt-Zerbst)
- 1474–1487 Sigismondo III con
  - 1474–1509 Giorgio II con
  - 1474–1510 Rodolfo IV con
  - 1474–1516 Ernesto (1544 riunisce le linee di Anhalt-Plötzkau, Anhalt-Dessau e Anhalt-Zerbst)
- 1516–1561 Gioacchino con
  - 1530-1553 Giorgio III, der Gottselige
- 1561–1586 Gioacchino Ernesto (riunisce le linee di Anhalt-Dessau, Anhalt-Bernburg, Anhalt-Köthen, Anhalt-Plötzkau e Anhalt-Zerbst)
- 1586–1618 Giovanni Giorgio I (divide le linee di Anhalt-Dessau, Anhalt-Bernburg, Anhalt-Köthen, Anhalt-Plötzkau e Anhalt-Zerbst)
- 1618–1660 Giovanni Casimiro
- 1660–1693 Giovanni Giorgio II
- 1693–1747 Leopoldo I, der Alte Dessauer
- 1747–1751 Leopoldo II
  - 1751–1758 Teodorico (reggente per il nipote Leopoldo III)
- 1751–1817 Leopoldo III Federico Francesco, Vater Franz
- 1817–1863 Leopoldo IV Federico